# 21 (nombre)
Pour les articles homonymes, voir 21 (homonymie).
Le nombre 21 (vingt-et-un) est l'entier naturel qui suit 20 et qui précède 22. La forme sans traits d'union vingt et un est également reconnue.

## En mathématiques
- En mathématiques, vingt-et-un est un nombre de Fibonacci, un nombre harshad, un nombre de Motzkin, un nombre triangulaire (somme des sept premiers entiers : 0 + 1 + 2 + 3 + 4 + 5 + 6 = 21) et octogonal, un nombre semi-premier, un nombre hyperparfait et un entier de Blum.
- Vingt-et-un est le deuxième nombre composé impair brésilien, il est également brésilien deux fois avec 21 = 1114 = 336.
- C'est l'ordre minimal de la quadrature parfaite du carré.
- Le binaire de 21 est 10101 qui est palindrome.
- Vingt-et-un est le premier croc du premier nombre vampire.

## Âge de 21 ans
21 ans était l'âge de la majorité civile dans plusieurs pays  : 
- En Angleterre et au Pays de Galles avant que cet âge soit baissé à 18 ans avec le passage en force, le 1er janvier 1970, de l'acte de réforme de la loi sur la famille de 1969.
- En France avant qu'elle soit abaissée à 18 ans en juillet 1974 au début de la présidence de Valéry Giscard d'Estaing.
- Aux États-Unis, pour voter dans la majorité des états jusqu'à l'introduction du vingt-sixième amendement de la Constitution l'abaissant pour toute l'Union à 18 ans et adopté en juillet 1971.

Dans ce pays, 21 ans reste l'âge minimum requis pour avoir le droit de consommer de l'alcool, jouer à des jeux d'argent, acheter une arme de poing ou des munitions pour celle-ci et au Nevada pour avoir des relations sexuelles avec une prostituée. Dans beaucoup d'États américains, il permet aussi de louer une voiture.

## Dans d'autres domaines
Le siècle actuel — allant du premier janvier 2001 au 31 décembre 2100 — est appelé le XXIe siècle. Cela inspira beaucoup de projets du XXe siècle, des compagnies, des noms de produits et de nombreux programmes relatifs à la conférence de Rio sur l'environnement et le développement, conférence associée au développement durable, par exemple :
- Action 21
- Capacité 21 (programme de renforcement des capacités du PNUD)
- le Comité 21 en France
- XXI, un trimestriel de journalisme de récit.

Le site Agora 21 est consacré à l'information sur le développement durable.
Le vingt-et-unième amendement de la Constitution américaine abrogea le dix-huitième et mit fin, par conséquent, à la prohibition.
Le Quai 21 fut, de 1928 à 1971, l'endroit où les immigrants entrèrent au Canada. Il était appelé l'« Accès au Canada ».
21 est aussi :
- Le numéro atomique du scandium.
- Le nombre d'acides aminés nécessaires à la vie chez l'Homme (eucaryotes) et les bactéries.
- Le nombre d'atouts du jeu de Tarot et la carte la plus puissante en dehors de l'Excuse.
- Le nombre total de points sur un dé cubique standard (1 + 2 + 3 + 4 + 5 + 6).
- Un jeu de cartes, appelé vingt-et-un ou blackjack.
- Le nombre standard du port TCP/IP pour une connexion FTP.
- Le nombre d'années de mariage des noces d'opale.
- Le nombre de shillings dans une guinée.
- Le numéro du département français de la Côte-d'Or.
- Une variante du streetball dans laquelle chaque joueur joue pour lui-même (c'est-à-dire qu'il ne fait pas partie d'une équipe) ; le nom provient du nombre requis de points à marquer pour gagner.
- Le nombre de coups de canon tirés depuis l'Esplanade des Invalides, à Paris, lors de la passation de pouvoir d'un président de la République française au nouveau président élu.
- Le nombre de points pour gagner une manche au badminton ou au tennis de table (règle valable jusqu'en 2001) à condition d'avoir deux points d'écart avec l'adversaire.
- Le 21 est un des restaurants les plus côtés de Manhattan.
- L'avion Mikoyan-Gourevitch MiG-21.
- L'avion d'entrainement militaire Pilatus PC-21.
- Le vingt-et-unième Airbus A400M Atlas construit s'est écrasé à sa sortie d'usine après trois minutes de vol. Le n° 5 n'a pas été construit, le n°21 a volé après le n°23 qui est donc le vingt-et-unième s'écrasant lors de son premier vol.
- Vingt-et-un bombardiers Northrop B-2 Spirit sont construits.
- Le successeur du Northrop B-2 Spirit se nomme le B-21 et doit entrer en service à partir de 2025.
- Whitehead No. 21 est l'avion piloté par Gustave Whitehead qui vola le 14 août 1901.
- Un modèle de voiture de la marque Renault.
- S21, centre de rétention et de torture qui a donné son nom au documentaire cinématographique S21, la machine de mort khmère rouge.
- H21, numéro de code de l'agent Mata Hari.
- Las 21 divisiones (es), nom donné au vaudou en République Dominicaine.
- 21 millions est le nombre de Bitcoins destinés à être mis en circulation sur le marché.

En musique :
- Le nom de l'album le plus connu de la chanteuse anglaise Adele, onzième album musical le plus vendu au monde.
- Le titre d'une chanson des Cranberries.
- Le nombre dans le nom du groupe musical américain Twenty One Pilots.
- Freedom at 21 sur l'album Blunderbuss de Jack White.
- 21 Guns sur l'album 21st Century Breakdown de Green Day

Au cinéma :
- Le film Vingt et un jours ensemble du réalisateur Basil Dean, 1940.
- Le film L'assassin habite au 21 du réalisateur Henri-Georges Clouzot, 1942.
- Le film Air Force Bat 21 du réalisateur Peter Markle, 1988.
- Le film 21 Grammes du réalisateur Alejandro González Iñárritu, 2003.
- Le film Las Vegas 21 du réalisateur Robert Luketic, dont le nom fait référence au jeu du blackjack, 2008.
- Le film Vingt et une nuits avec Pattie des réalisateurs Arnaud et Jean-Marie Larrieu, 2015.

En littérature :
- Le roman policier L'assassin habite au 21 de l'écrivain Stanislas-André Steeman.
- L'un des derniers épisodes de la bande dessinée Le Grêlé 7/13, se nomme La 21ème tache[1].
- Le numéro de la sourate Al-Anbiya dans le Coran.